# Giro di Svizzera 2010
Il Giro di Svizzera 2010, settantaquattresima edizione della corsa, valevole come sedicesima prova del calendario mondiale UCI 2010, si svolse in nove tappe dal 12 al 20 giugno 2010 per un percorso di 1 353,1 km, con partenza da Lugano e arrivo a Liestal. Fu vinto dal lussemburghese Fränk Schleck della squadra Saxo Bank, che raggiunse il traguardo in 35h 02' 00".

## Percorso
Dopo la prima tappa a cronometro nella città di Lugano, la seconda frazione invece prevede il transito in Italia prima della salita del Passo del Sempione. Tappa regina di questa edizione è la sesta, con partenza da Meiringen e arrivo nei Grigioni, a La Punt Chamues-ch; nel tragitto i corridori devono affrontare le salite del Susten, dell'Oberalp e infine dell'Albula. L'ultima tappa è una cronometro con partenza e arrivo a Liestal. Per la prima volta in questi ultimi anni non è previsto alcun arrivo in salita.

## Tappe
| Tappa  | Data      | Percorso                              | km      | Vincitore di tappa  | Leader cl. generale |
| ------ | --------- | ------------------------------------- | ------- | ------------------- | ------------------- |
| 1ª     | 12 giugno | Lugano (Cron. individuale)            | 7,6     | Fabian Cancellara   | Fabian Cancellara   |
| 2ª     | 13 giugno | Ascona > Sierre                       | 167,5   | Heinrich Haussler   | Fabian Cancellara   |
| 3ª     | 14 giugno | Sierre > Schwarzenburg                | 196,6   | Fränk Schleck       | Tony Martin         |
| 4ª     | 15 giugno | Schwarzenburg > Wettingen             | 192,2   | Alessandro Petacchi | Tony Martin         |
| 5ª     | 16 giugno | Wettingen > Frutigen                  | 172,5   | Marcus Burghardt    | Tony Martin         |
| 6ª     | 17 giugno | Meiringen > La Punt Chamues-ch        | 213,3   | Robert Gesink       | Robert Gesink       |
| 7ª     | 18 giugno | Savognin > Wetzikon                   | 204,1   | Marcus Burghardt    | Robert Gesink       |
| 8ª     | 19 giugno | Wetzikon > Liestal                    | 172,4   | Rui Costa           | Robert Gesink       |
| 9ª     | 20 giugno | Liestal > Liestal (Cron. individuale) | 26,9    | Tony Martin         | Fränk Schleck       |
| Totale | Totale    | Totale                                | 1 353,1 |                     |                     |

## Squadre e corridori partecipanti
Per l'edizione 2010 sono state iscritte ventuno squadre, delle quali diciotto rientrano negli "UCI ProTour Team"; le altre tre squadre iscritte invece rientrano nella fascia degli "UCI Professional Continental Team", e sono la statunitense BMC Racing Team, la svizzera Cervélo TestTeam e la olandese Vacansoleil Pro Cycling Team.
| N.      | Cod. | Squadra             |
| ------- | ---- | ------------------- |
| 1-8     | SAX  | Team Saxo Bank      |
| 11-18   | KAT  | Team Katusha        |
| 21-28   | LIQ  | Liquigas-Doimo      |
| 31-38   | AST  | Astana Team         |
| 41-48   | THR  | Team HTC-Columbia   |
| 51-58   | BMC  | BMC Racing Team     |
| 61-68   | OLO  | Omega Pharma-Lotto  |
| 71-78   | CTT  | Cervélo TestTeam    |
| 81-88   | GCE  | Caisse d'Epargne    |
| 91-98   | LAM  | Lampre-Farnese Vini |
| 101-108 | RAB  | Rabobank            |

| N.      | Cod. | Squadra                      |
| ------- | ---- | ---------------------------- |
| 111-118 | EUS  | Euskaltel-Euskadi            |
| 121-128 | QST  | Quick Step                   |
| 131-138 | RSH  | Team RadioShack              |
| 141-148 | GRM  | Garmin-Transitions           |
| 151-158 | SKY  | Team Sky                     |
| 161-168 | VAC  | Vacansoleil Pro Cycling Team |
| 171-178 | ALM  | AG2R La Mondiale             |
| 181-188 | MRM  | Team Milram                  |
| 191-198 | FDJ  | Française des Jeux           |
| 201-208 | FOT  | Footon-Servetto              |

## Dettagli delle tappe

### 1ª tappa
- 12 giugno: Lugano – Cronometro individuale – 7,6 km

Risultati
| Pos. | Corridore         | Squadra      | Tempo  |
| ---- | ----------------- | ------------ | ------ |
| 1    | Fabian Cancellara | Saxo Bank    | 10'21" |
| 2    | Roman Kreuziger   | Liquigas     | a 1"   |
| 3    | Tony Martin       | HTC-Columbia | a 3"   |

| Pos. | Corridore         | Squadra      | Tempo  |
| ---- | ----------------- | ------------ | ------ |
| 1    | Fabian Cancellara | Saxo Bank    | 10'21" |
| 2    | Roman Kreuziger   | Liquigas     | a 1"   |
| 3    | Tony Martin       | HTC-Columbia | a 3"   |

### 2ª tappa
- 13 giugno: Ascona > Sierre – 167,5 km

Risultati
| Pos. | Corridore         | Squadra     | Tempo    |
| ---- | ----------------- | ----------- | -------- |
| 1    | Heinrich Haussler | Cervélo     | 4h25'16" |
| 2    | Pablo Urtasun     | Euskaltel   | s.t.     |
| 3    | Marco Marcato     | Vacansoleil | s.t.     |

| Pos. | Corridore         | Squadra      | Tempo    |
| ---- | ----------------- | ------------ | -------- |
| 1    | Fabian Cancellara | Saxo Bank    | 4h35'37" |
| 2    | Roman Kreuziger   | Liquigas     | a 1"     |
| 3    | Tony Martin       | HTC-Columbia | a 3"     |

### 3ª tappa
- 14 giugno: Sierre > Schwarzenburg – 196,6 km

Risultati
| Pos. | Corridore      | Squadra      | Tempo    |
| ---- | -------------- | ------------ | -------- |
| 1    | Fränk Schleck  | Saxo Bank    | 5h02'21" |
| 2    | Rigoberto Urán | C. d'Epargne | s.t.     |
| 3    | Bauke Mollema  | Rabobank     | a 3"     |

| Pos. | Corridore         | Squadra      | Tempo    |
| ---- | ----------------- | ------------ | -------- |
| 1    | Tony Martin       | HTC-Columbia | 9h38'04" |
| 2    | Fabian Cancellara | Saxo Bank    | a 1"     |
| 3    | Thomas Löfkvist   | Team Sky     | a 9"     |

### 4ª tappa
- 15 giugno: Schwarzenburg > Wettingen – 192,2 km

Risultati
| Pos. | Corridore           | Squadra     | Tempo    |
| ---- | ------------------- | ----------- | -------- |
| 1    | Alessandro Petacchi | Lampre      | 4h57'33" |
| 2    | Matti Breschel      | Saxo Bank   | s.t.     |
| 3    | Marco Marcato       | Vacansoleil | s.t.     |

| Pos. | Corridore         | Squadra      | Tempo     |
| ---- | ----------------- | ------------ | --------- |
| 1    | Tony Martin       | HTC-Columbia | 14h35'37" |
| 2    | Fabian Cancellara | Saxo Bank    | a 1"      |
| 3    | Thomas Löfkvist   | Team Sky     | a 9"      |

### 5ª tappa
- 16 giugno: Wettingen > Frutigen – 172,5 km

Risultati
| Pos. | Corridore        | Squadra  | Tempo    |
| ---- | ---------------- | -------- | -------- |
| 1    | Marcus Burghardt | BMC      | 4h21'23" |
| 2    | Martijn Maaskant | Garmin   | a 2"     |
| 3    | Daniel Oss       | Liquigas | a 4"     |

| Pos. | Corridore         | Squadra      | Tempo     |
| ---- | ----------------- | ------------ | --------- |
| 1    | Tony Martin       | HTC-Columbia | 18h57'77" |
| 2    | Fabian Cancellara | Saxo Bank    | a 1"      |
| 3    | Thomas Löfkvist   | Team Sky     | a 9"      |

### 6ª tappa
- 17 giugno: Meiringen > La Punt Chamues-ch – 213,3 km

Risultati
| Pos. | Corridore         | Squadra      | Tempo    |
| ---- | ----------------- | ------------ | -------- |
| 1    | Robert Gesink     | Rabobank     | 6h20'53" |
| 2    | Rigoberto Urán    | C. d'Epargne | a 42"    |
| 3    | Joaquim Rodríguez | Team Katusha | s.t.     |

| Pos. | Corridore      | Squadra      | Tempo     |
| ---- | -------------- | ------------ | --------- |
| 1    | Robert Gesink  | Rabobank     | 25h18'57" |
| 2    | Rigoberto Urán | C. d'Epargne | a 29"     |
| 3    | Steve Morabito | BMC          | a 36"     |

### 7ª tappa
- 18 giugno: Savognin > Wetzikon – 204,1 km

Risultati
| Pos. | Corridore         | Squadra      | Tempo    |
| ---- | ----------------- | ------------ | -------- |
| 1    | Marcus Burghardt  | BMC          | 4h52'02" |
| 2    | Óscar Freire      | Rabobank     | a 1'01"  |
| 3    | Greg Van Avermaet | Omega Pharma | s.t.     |

| Pos. | Corridore      | Squadra      | Tempo     |
| ---- | -------------- | ------------ | --------- |
| 1    | Robert Gesink  | Rabobank     | 30h15'59" |
| 2    | Rigoberto Urán | C. d'Epargne | a 29"     |
| 3    | Steve Morabito | BMC          | a 36"     |

### 8ª tappa
- 19 giugno: Wetzikon > Liestal – 172,4 km

Risultati
| Pos. | Corridore          | Squadra      | Tempo    |
| ---- | ------------------ | ------------ | -------- |
| 1    | Rui Costa          | C. d'Epargne | 4h10'32" |
| 2    | José Joaquín Rojas | C. d'Epargne | a 15"    |
| 3    | Maxime Monfort     | HTC-Columbia | a 19"    |

| Pos. | Corridore      | Squadra      | Tempo     |
| ---- | -------------- | ------------ | --------- |
| 1    | Robert Gesink  | Rabobank     | 34h27'47" |
| 2    | Rigoberto Urán | C. d'Epargne | a 29"     |
| 3    | Steve Morabito | BMC          | a 36"     |

### 9ª tappa
- 20 giugno: Liestal > Liestal – Cronometro individuale – 26,9 km

Risultati
| Pos. | Corridore         | Squadra      | Tempo  |
| ---- | ----------------- | ------------ | ------ |
| 1    | Tony Martin       | HTC-Columbia | 32'21" |
| 2    | Fabian Cancellara | Saxo Bank    | a 17"  |
| 3    | David Zabriskie   | Garmin       | a 29"  |

| Pos. | Corridore       | Squadra    | Tempo     |
| ---- | --------------- | ---------- | --------- |
| 1    | Fränk Schleck   | Saxo Bank  | 35h02'00" |
| SQ   | Lance Armstrong | RadioShack | a 12"     |
| 3    | Jakob Fuglsang  | Saxo Bank  | a 17"     |

## Evoluzione delle classifiche
| Tappa              | Vincitore           | Classifica generale Maglia oro | Classifica a punti Maglia a pois | Classifica scalatori Maglia GPM | Classifica sprint Maglia sprint | Classifica a squadre |
| ------------------ | ------------------- | ------------------------------ | -------------------------------- | ------------------------------- | ------------------------------- | -------------------- |
| 1ª                 | Fabian Cancellara   | Fabian Cancellara              | Fabian Cancellara                | non assegnato                   | non assegnato                   | Liquigas-Doimo       |
| 2ª                 | Heinrich Haussler   | Fabian Cancellara              | Heinrich Haussler                | Mathias Frank                   | Matthias Russ                   | Liquigas-Doimo       |
| 3ª                 | Fränk Schleck       | Tony Martin                    | Heinrich Haussler                | Alexandre Pliuschin             | Matthias Russ                   | Team Saxo Bank       |
| 4ª                 | Alessandro Petacchi | Tony Martin                    | Marco Marcato                    | Aitor Hernández                 | Steve Morabito                  | Team Saxo Bank       |
| 5ª                 | Marcus Burghardt    | Tony Martin                    | Marco Marcato                    | Aitor Hernández                 | Javier Aramendia                | Team Saxo Bank       |
| 6ª                 | Robert Gesink       | Robert Gesink                  | Marco Marcato                    | Wout Poels                      | Javier Aramendia                | Team Saxo Bank       |
| 7ª                 | Marcus Burghardt    | Robert Gesink                  | Marcus Burghardt                 | Mathias Frank                   | Mathias Frank                   | Team Saxo Bank       |
| 8ª                 | Rui Costa           | Robert Gesink                  | Marcus Burghardt                 | Mathias Frank                   | Mathias Frank                   | Team Saxo Bank       |
| 9ª                 | Tony Martin         | Fränk Schleck                  | Marcus Burghardt                 | Mathias Frank                   | Mathias Frank                   | Team Saxo Bank       |
| Classifiche finali | Classifiche finali  | Fränk Schleck                  | Marcus Burghardt                 | Mathias Frank                   | Mathias Frank                   | Team Saxo Bank       |

## Classifiche finali

### Classifica generale - Maglia oro
| Pos. | Corridore         | Squadra      | Tempo     |
| ---- | ----------------- | ------------ | --------- |
| 1    | Fränk Schleck     | Saxo Bank    | 35h02'00" |
| SQ   | Lance Armstrong   | RadioShack   | a 12"     |
| 3    | Jakob Fuglsang    | Saxo Bank    | a 17"     |
| 4    | Steve Morabito    | BMC          | a 23"     |
| 5    | Robert Gesink     | Rabobank     | a 27"     |
| 6    | Tony Martin       | HTC-Columbia | s.t.      |
| 7    | Rigoberto Urán    | C. d'Epargne | a 33"     |
| 8    | Andreas Klöden    | RadioShack   | a 48"     |
| 9    | Joaquim Rodríguez | Team Katusha | a 1'09"   |
| 10   | Levi Leipheimer   | RadioShack   | a 1'14"   |

### Classifica a punti - Maglia a pois
| Pos. | Corridore          | Squadra      | Punti |
| ---- | ------------------ | ------------ | ----- |
| 1    | Marcus Burghardt   | BMC          | 50    |
| 2    | José Joaquín Rojas | GCE          | 50    |
| 3    | Marco Marcato      | Vacansoleil  | 43    |
| 4    | Fabian Cancellara  | Saxo Bank    | 36    |
| 5    | Tony Martin        | HTC-Columbia | 33    |

### Classifica scalatori - Maglia GPM
| Pos. | Corridore        | Squadra     | Punti |
| ---- | ---------------- | ----------- | ----- |
| 1    | Mathias Frank    | BMC         | 49    |
| 2    | Wout Poels       | Vacansoleil | 40    |
| 3    | Robert Gesink    | Rabobank    | 21    |
| 4    | Aitor Hernández  | Euskaltel   | 19    |
| 5    | Marcus Burghardt | BMC         | 18    |

### Classifica sprint - Maglia sprint
| Pos. | Corridore          | Squadra      | Punti |
| ---- | ------------------ | ------------ | ----- |
| 1    | Mathias Frank      | BMC          | 16    |
| 2    | Marcus Burghardt   | BMC          | 15    |
| 3    | Javier Aramendia   | Euskaltel    | 12    |
| 4    | Steve Morabito     | BMC          | 9     |
| 5    | José Joaquín Rojas | C. d'Epargne | 7     |

### Classifica squadre
| Pos. | Squadra                      | Tempo      |
| ---- | ---------------------------- | ---------- |
| 1    | Team Saxo Bank               | 105h03'40" |
| 2    | Team RadioShack              | a 4'34"    |
| 3    | Caisse d'Epargne             | a 16'33"   |
| 4    | Team Sky                     | a 17'05"   |
| 5    | Vacansoleil Pro Cycling Team | a 18'21"   |

## Punteggi UCI
| Pos. | Corridore           | Squadra      | Punti |
| ---- | ------------------- | ------------ | ----- |
| 1    | Fränk Schleck       | Saxo Bank    | 106   |
| SQ   | Lance Armstrong     | RadioShack   | 81    |
| 3    | Jakob Fuglsang      | Saxo Bank    | 70    |
| 4    | Steve Morabito      | BMC          | 61    |
| 5    | Robert Gesink       | Rabobank     | 56    |
| 6    | Tony Martin         | HTC-Columbia | 48    |
| 7    | Rigoberto Urán      | C. d'Epargne | 38    |
| 8    | Andreas Klöden      | RadioShack   | 20    |
| 9    | Joaquim Rodríguez   | Team Katusha | 12    |
| 9    | Marcus Burghardt    | BMC          | 12    |
| 11   | Fabian Cancellara   | Saxo Bank    | 10    |
| 12   | Rui Costa           | C. d'Epargne | 6     |
| 12   | Heinrich Haussler   | Cervélo      | 6     |
| 12   | Alessandro Petacchi | Lampre       | 6     |
| 15   | Levi Leipheimer     | RadioShack   | 5     |
| 15   | José Joaquín Rojas  | C. d'Epargne | 5     |
| 15   | Óscar Freire        | Rabobank     | 5     |
| 18   | Matti Breschel      | Saxo Bank    | 4     |
| 18   | Roman Kreuziger     | Liquigas     | 4     |
| 18   | Martijn Maaskant    | Garmin       | 4     |
| 18   | Marco Marcato       | Vacansoleil  | 4     |
| 18   | Pablo Urtasun       | Euskaltel    | 4     |
| 23   | Robbie McEwen       | Team Katusha | 2     |
| 23   | Bauke Mollema       | Rabobank     | 2     |
| 23   | Daniel Oss          | Liquigas     | 2     |
| 23   | Greg Van Avermaet   | Omega Pharma | 2     |
| 23   | Maxime Monfort      | HTC-Columbia | 2     |
| 23   | David Zabriskie     | Garmin       | 2     |
| 29   | Matteo Carrara      | Vacansoleil  | 1     |
| 29   | Gerald Ciolek       | Team Milram  | 1     |
| 29   | Dries Devenyns      | Quick Step   | 1     |
| 29   | José Joaquín Rojas  | C. d'Epargne | 1     |
| 29   | Peter Sagan         | Liquigas     | 1     |
| 29   | Manuel Quinziato    | Liquigas     | 1     |
| 29   | Diego Ulissi        | Lampre       | 1     |
| 29   | Oliver Zaugg        | Liquigas     | 1     |
| 29   | Sandy Casar         | F. des Jeux  | 1     |
| 29   | Alessandro Vanotti  | Liquigas     | 1     |
| 29   | Gustav Erik Larsson | Saxo Bank    | 1     |

| Pos. | Squadra                      | Punti |
| ---- | ---------------------------- | ----- |
| 1    | Team Saxo Bank               | 191   |
| 2    | Team RadioShack              | 106   |
| 3    | Rabobank                     | 63    |
| 4    | Astana Team                  | 61    |
| 5    | Caisse d'Epargne             | 50    |
| 5    | Team HTC-Columbia            | 50    |
| 7    | Team Katusha                 | 14    |
| 8    | BMC Racing Team              | 12    |
| 9    | Liquigas-Doimo               | 10    |
| 10   | Lampre-Farnese Vini          | 7     |
| 11   | Cervélo TestTeam             | 6     |
| 11   | Garmin-Transitions           | 6     |
| 13   | Vacansoleil Pro Cycling Team | 5     |
| 14   | Euskaltel-Euskadi            | 4     |
| 15   | Omega Pharma-Lotto           | 2     |
| 16   | Quick Step                   | 1     |
| 16   | Team Milram                  | 1     |
| 16   | Française des Jeux           | 1     |

| Pos. | Nazione     | Punti |
| ---- | ----------- | ----- |
| 1    | Lussemburgo | 106   |
| 2    | Stati Uniti | 88    |
| 3    | Germania    | 87    |
| 4    | Danimarca   | 74    |
| 5    | Svizzera    | 72    |
| 6    | Paesi Bassi | 62    |
| 7    | Colombia    | 38    |
| 8    | Spagna      | 27    |
| 9    | Italia      | 14    |
| 10   | Portogallo  | 6     |
| 11   | Belgio      | 5     |
| 12   | Rep. Ceca   | 4     |
| 13   | Australia   | 2     |
| 14   | Slovacchia  | 1     |
| 14   | Francia     | 1     |
| 14   | Svezia      | 1     |